# Chiesa di Santa Maria La Vetere (Licata)
La chiesa di Santa Maria La Vetere, anche nota come chiesa di Santa Maria di Gesù (come la intitolarono i francescani) o chiesa di Santa Maria del Monte, è una chiesa che si trova a Licata, nel Libero consorzio comunale di Agrigento e Arcidiocesi di Agrigento.

## Storia
Secondo una tradizione, la chiesa fu fatta edificare attorno al 580 da Santa Silvia madre di Papa Gregorio.
La chiesa apparterrebbe ad uno dei quattro complessi monastici benedettini siciliani.
Nel 1589 il luogo di culto altrimenti noto come Santa Maria di Gesù fu assegnato ai religiosi dell'Ordine dei frati minori osservanti.
La chiesa è stata riaperta al culto nel 1988, dopo alcuni lavori di restauro e ristrutturazione durati molti anni.

## Descrizione
La chiesa sorge sulle pendici orientali della montagna di Licata, ai margini dell'attuale abitato. La zona è interessata da presenze archeologiche che si sviluppano in maniera quasi continua dalla preistoria all'età greco-romana, al Medioevo
L'edificio religioso giace su un terrazzo a circa 40 metri s. l. m., con l'asse maggiore orientato in direzione est-ovest e il lato nord nell'impluvio di via Santa Maria.
Conserva al suo interno alcuni affreschi in stile bizantino un crocifisso in bronzo di San Carlo Borromeo e una pantofola di papa Paolo V.